# Ciolpani
Ciolpani è un comune della Romania di 4 255 abitanti, ubicato nel distretto di Ilfov, nella regione storica della Muntenia. 
Il comune è formato dall'unione di 5 villaggi: Ciolpani, Izvorani, Lupăria, Piscu, Țigănești.